# Stomatopora papillosa
Stomatopora papillosa är en mossdjursart som beskrevs av Brood 1976. Stomatopora papillosa ingår i släktet Stomatopora och familjen Stomatoporidae. Inga underarter finns listade i Catalogue of Life.